# Ортикова, Екатерина Михайловна
Екатерина Михайловна Ортикова — советский хозяйственный, государственный и политический деятель.

## Биография
Родилась в 1921 году в селе Чувашские Алгаши в крестьянской семье.
С 1933 года — на хозяйственной, общественной и политической работе. В 1933—1976 гг. — в колхозе на сложных полевых работах, на уборке урожая, торфяница предприятия «Шутово», стахановка-резчица Шумерлинского торфопредприятия, первой в РСФСР выполнила сезонное задание, на различных должностях на городских предприятиях Шумерли.
Избиралась депутатом Верховного Совета СССР 2-го созыва.
Награждена нагрудным знаком «Отличник местной топливной промышленности РСФСР», Почётной грамотой Президиума Верховного Совета Чувашской Республики.
Умерла 4 декабря 2010 года в Шумерле.